# Jan Cyž
Jan Cyž, németül Johannes Ziesche (Säuritz, 1898. január 13. – Bautzen, 1985. szeptember 21.) szorb jogász.

## Életútja
Iskolai tanulmányait Bautzenben kezdte, majd a Prágában a kisoldali német gimnáziumban érettségizett. A prágai Károly Egyetemen szerzett jogi diplomát. 1926 és 1932 között a Wendischen Volksbank cottbusi fiókjának a vezetőjeként dolgozott. A szorb nemzeti mozgalmakban végzett tevékenysége miatt 1933-ban a nemzetiszocialisták börtönbe zárták, de rövid idő után szabadon engedték. 1934 és 1937 között a Serbske Nowiny szorb napilap szerkesztője volt, amíg a Domowina egyesületet nem tiltották be. A második világháború alatt a Gestapo ismét börtönbe zárta. A drezdai légitámadások idején 1945 februárjában Jan Meškankkal szökött meg a börtönből.
A Domowina 1945 májusi újjáalakulása után rövid ideig a szervezet elnöki tisztségét töltötte be addig, amíg a szovjet parancsnokság nem nevezte ki a Bautzeni körzet vezetőjévé. 1955 május 12-én a helyi NSZEP-vezetőséggel kapcsolatos politikai nézeteltérések miatt elbocsátották. Ezt követően az akkori szorb napilap, a Nowa doba szerkesztőjeként dolgozott tovább. 1985. szeptember 21-én hunyt el Bautzenben. Protschenbergben a Smoler családi sírboltba temették el.

## Művei
- Hdyž so młody na puć podaš (Wenn du dich jung auf den Weg begibst, 1983)
- W tlamje ječibjela (Im Rachen des Teufels, 1984)
- Ćernje na puću do swobody (Dornen auf dem Weg in die Freiheit, 1979, 1985)

## Fordítás
Ez a szócikk részben vagy egészben  a   Jan Cyž című német Wikipédia-szócikk ezen változatának fordításán alapul.  Az eredeti cikk szerkesztőit annak laptörténete sorolja fel. Ez a jelzés csupán a megfogalmazás eredetét és a szerzői jogokat jelzi, nem szolgál a cikkben szereplő információk forrásmegjelöléseként.